# Carolobatea novaezealandiae
Carolobatea novaezealandiae är en kräftdjursart som beskrevs av Charles Chilton 1909. Carolobatea novaezealandiae ingår i släktet Carolobatea och familjen Oedicerotidae. Inga underarter finns listade i Catalogue of Life.